# Zerwa (roślina)

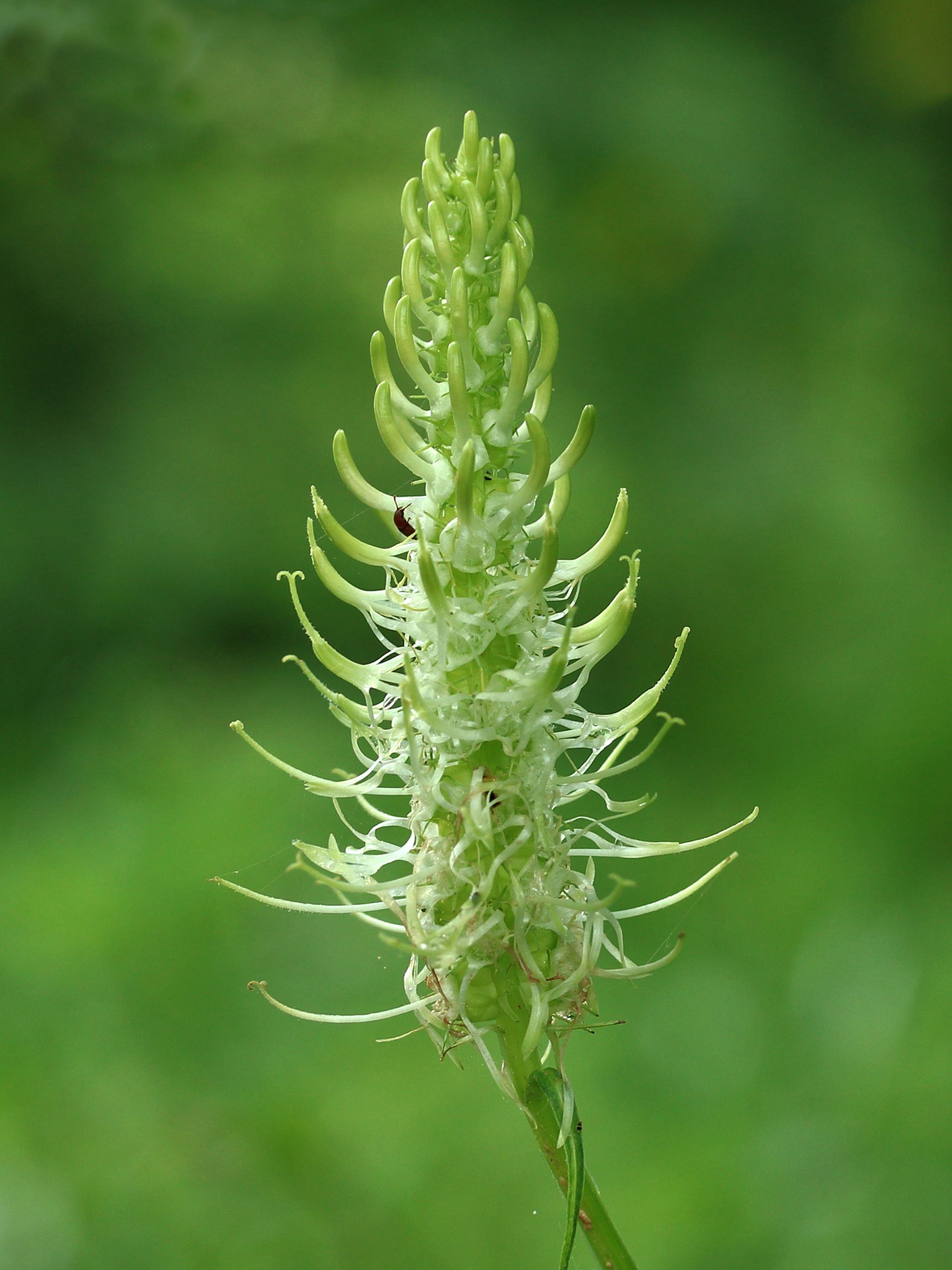
Zerwa kłosowa

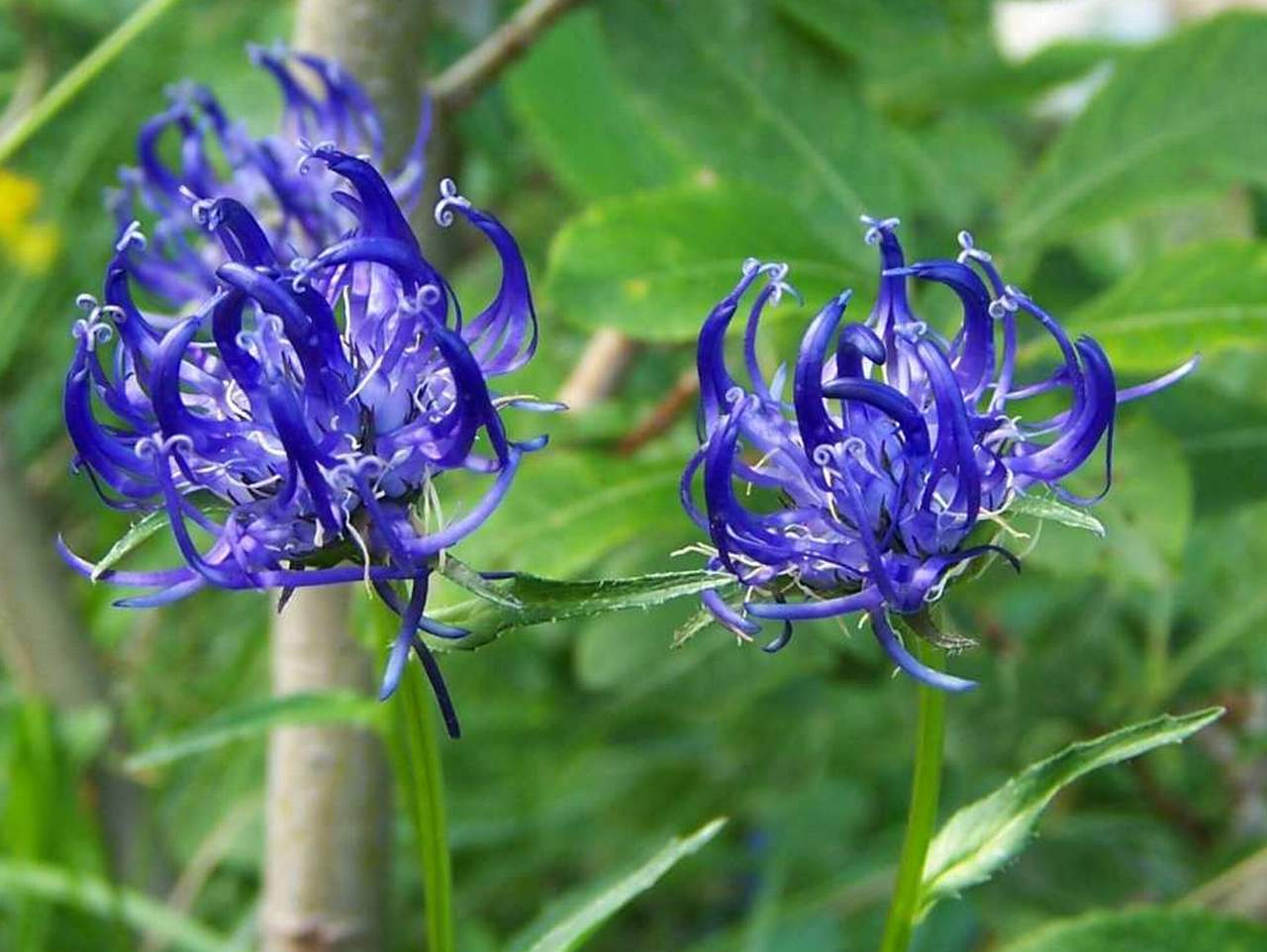
Zerwa kulista

Zerwa (Phyteuma) – rodzaj roślin należący do rodziny dzwonkowatych. Należą do niego 22 gatunki rosnące w Europie i w Maroku. Centrum zróżnicowania jest w rejonie Alp. W polskiej florze rodzaj reprezentują trzy gatunki: zerwa kulista P. orbiculare, zerwa kłosowa P. spicatum i zerwa ciemna P. vagneri (odkryta w kraju w roku 2023). Kilka gatunków z tego rodzaju uprawianych jest jako rośliny ozdobne. Korzenie niektórych gatunków są jadalne.

## Morfologia
PokrójByliny osiągające wysokość 10–75 cm o mięsistej szyi korzeniowej i korzeniu.
LiściePojedyncze; odziomkowe przeważnie sercowate, liście łodygowe jajowate do lancetowatych, u niektórych gatunków ostro ząbkowane.
KwiatyNiewielkie, siedzące lub krótkoszypułkowe, zebrane w szczytowe kwiatostany kłosopodobne lub główkowate. Kielich zrosłodziałkowy z 4 lub 5 łatkami na szczycie. Korona kwiatu rurkowata, przeważnie niebieska, purpurowa, liliowa, rzadziej żółtawa. Wolne końce płatków w liczbie 4 lub 5, znacznie dłuższe od rurki, stykają się na szczycie, a w środku swej długości są łukowato wygięte. Zalążnia jest dwu- lub trójkomorowa. W czasie kwitnienia rosnąca szyjka słupka wypycha z rurki korony na zewnątrz pyłek, skąd zbierany jest przez owady. Wydłużająca się szyjka może też rozdzielić płatki korony, a po jakimś czasie rozpościera dwie lub trzy łatki na szczycie, odsłaniając gotowe na zapłodnienie znamię.

## Systematyka
Synonimy taksonomiczne
Rapunculus P. Miller
Pozycja systematyczna według APweb (aktualizowany system APG IV z 2016)
Rodzaj z podrodziny Campanuloideae, rodziny dzwonkowatych (Campanulaceae), rzędu astrowców (Asterales), wchodzącego w skład kladu astrowych w obrębie dwuliściennych właściwych. 
Pozycja rodzaju w systemie Reveala (1993–1999)
Gromada okrytonasienne (Magnoliophyta Cronquist), podgromada Magnoliophytina Frohne & U. Jensen ex Reveal, klasa Rosopsida Batsch, podklasa astrowe (Asteridae Takht.), nadrząd Campanulananae Takht. ex Reveal, rząd dzwonkowce (Campanulales Rchb.f.), podrząd Campanilineae Raf., rodzina dzwonkowate (Campanulaceae Juss.), plemię Phyteumeae Dumort., podplemię Phyteuminae Caruel, rodzaj zerwa (Phyteuma L.).
Wykaz gatunków
- Phyteuma × adulterinum Wallr.
- Phyteuma betonicifolium Vill.
- Phyteuma charmelii Vill.
- Phyteuma confusum A.Kern.
- Phyteuma cordatum Balb.
- Phyteuma gallicum Rich.Schulz
- Phyteuma globulariifolium Sternb. & Hoppe
- Phyteuma hedraianthifolium  Rich.Schulz
- Phyteuma hemisphaericum L.
- Phyteuma humile Schleich. ex Gaudin – zerwa drobna
- Phyteuma × huteri Murr
- Phyteuma michelii All.
- Phyteuma nigrum F.W.Schmidt – zerwa czarna
- Phyteuma × obornyanum Hayek
- Phyteuma orbiculare L. – zerwa kulista, z. główkowata
- Phyteuma × orbiculariforme  Domin
- Phyteuma ovatum Honck. – zerwa owalna
- Phyteuma persicifolium Hoppe
- Phyteuma × pyrenaeum Sennen
- Phyteuma rupicola Braun-Blanq.
- Phyteuma scheuchzeri All. – zerwa Scheuchzera
- Phyteuma scorzonerifolium Vill.
- Phyteuma serratum Viv.
- Phyteuma sieberi Spreng. – zerwa Siebera
- Phyteuma spicatum L. – zerwa kłosowa
- Phyteuma tetramerum Schur
- Phyteuma vagneri A.Kern. – zerwa ciemna